# Bar Haven Island
Bar Haven Island är en ö i Kanada.   Den ligger i provinsen Newfoundland och Labrador, i den östra delen av landet, 1 700 km öster om huvudstaden Ottawa. Arean är 13,3 kvadratkilometer.
Terrängen på Bar Haven Island är platt. Öns högsta punkt är 138 meter över havet. Den sträcker sig 6,8 kilometer i nord-sydlig riktning, och 3,9 kilometer i öst-västlig riktning.